# 貝盧爾
貝盧爾是非洲東北部國家厄立特里亞的城鎮，由南紅海區負責管轄，位於該國東南部紅海畔，海拔高度664米，居民主要是商人和漁民，2005年人口14,055。

## 外部連結
- Ras Beilul （页面存档备份，存于）

13°15′52″N 42°20′03″E / 13.26444°N 42.33417°E